# José Antonio Llamas Fernández
José Antonio Llamas Fernández  (Vidanes, provincia de León, 13 de junio de 1941) es un escritor español, autor de una decena de libros, que incluyen poemarios, novelas y ensayos. 
En 1963 fundó junto con  Luis Mateo Díez, Agustín Delgado y Ángel Fierro la revista Claraboya, que fue clausurada por la dictadura franquista en 1968. El poema  “No amanece”, de José Antonio Llamas, fue lo que provocó el cierre de la publicación.  

## Biografía
José Antonio Llamas Fernández nace en Vidanes (León) el 13 de junio de 1941. Cursa estudios de Filosofía en el Seminario de San Froilán y recibe clases de Antonio González de Lama, fundador de la revista Espadaña. 
En 1963 funda, junto con Agustín Delgado, Luis Mateo Díez y Ángel Fierro la revista de poesía 'Claraboya', que publicará 19 número hasta que es clausurada por la censura en 1968.
El detonante del cierre de la revista fue la publicación del poema ‘No amanece’, obra de José Antonio Llamas, considerado una contestación al himno falangista Cara al sol.
José Antonio Llamas ha publicado cuatro antologías con su obra poética; No amanece (1963-1984), Como las generaciones de las hojas (1963-1998), Ruina Montium. (1997-2000) y Armónica de cristal (2000-2010) además de otros poemarios sueltos y es  autor de narrativas (Los falampos de la nieve y El león de España y la leyenda de la bella Polma) y ensayos (Padre Isla que estás en destierro, Las montañas de León en el Quijote de Cervantes y Los enigmas poéticos de Antonio Pereira).
Su novela inédita La bisabuela incorrupta ha inspirado  el relato de Julio Llamazares La novela incorrupta, incluido en el volumen En mitad de ninguna parte (Alfaguara, 2014).
Ha sido fundador de las revistas 'Camp de l'arpa,' (Barcelona)  y PicoGallo (León). 
Participó, junto con los poetas Antonio Colinas, Agustín Delgado, Ángel Fierro, Antonio Gamoneda, Juan Carlos Mestre, Julio Llamazares  en el espectáculo poético musical Paisajes de la memoria. Siete poetas leoneses ( con música de Jesús Ángel Rodríguez Recio), estrenado en el Auditorio de León en enero de 2009. 
En la actualidad colabora asiduamente en La Nueva Crónica.

## Obras

### Poesía
- No amanece (Antología 1963-1984). Colección Provincia. León, 1984
- Llévame del mar. Editorial Endymion. Madrid, 1992
- Como las generaciones de las hojas  (1963-1998). Colección Provincia- Instituto Leonés de Cultura. León, 1998.
- Ruina Montium. (Antología 1997-2000) . Del Oeste Ediciones. Badajoz, 2000
- Armónica de cristal. Poesía 2000-2010.  Ediciones Hontanar. Ponferrada, 2009
- Manuscrito del alba.  Eolas Ediciones. León, 2014

### Narrativa
- Los falampos de la nieve. Breviarios de la Calle del Pez nº 32.  León, 1995
- El león de España y la leyenda de la bella Polma. Asociación Cultural La Armonía de las Letras. León, 2007
- La bisabuela incorrupta (inédita)

### Ensayo
- Padre Isla que estás en destierro. Junta Vecinal de Vidanes. Vidanes, 2003.
- Las montañas de León en el Quijote de Cervantes. Instituto Leonés de Cultura. León, 2010.
- Los enigmas poéticos de Antonio Pereira. Universidad de León. León, 2014.

### En colaboración
- Equipo Claraboya: Teoría y poemas. (En colaboración con Agustín Delgado, Luis Mateo Díez, Ángel Fierro). Col. de Poesía El Bardo. Ediciones Saturno. Barcelona, 1971
- Las flores del viento. (En colaboración con Ángel Fierro). Colección Cuadernos del Noroeste. IES Lancia. León. 2007.
- Poesía para vencejos (2007)
- Al corro. Cuentos de Aluches. Varios autores.  Eolas Ediciones, 2014
- Cuentos en Cármenes. Varios autores.  Eolas Ediciones, 2016